# Socjologia rodziny
Socjologia rodziny – dział socjologii zajmujący się badaniem rodziny, małżeństwem i strukturami pokrewieństwa. Badane są historyczne i kulturowe formy tych instytucji, ich geneza i zmienność oraz społeczne funkcje przez nie spełniane. 
Najczęściej przyjmowana jest 5 elementowa definicja rodziny: jest to mała grupa społeczna, jej członkowie mieszkają pod jednym dachem (tworzą jedno gospodarstwo domowe), są powiązani określanymi kulturowo więzami, pozostają we wzajemnej sieci interakcji, a z zewnątrz postrzegani są jako odrębna całość.